# Thymen Arensman
Thymen Arensman, född 4 december 1999, är en nederländsk professionell landsvägscyklist.

## Karriär
Arensman har cyklat professionellt sedan 2018. Bland hans meriter kan nämnas en etappseger i Vuelta a España 2022 då han även slutade sexa sammanlagt.
I juli 2025 vann Arensman sin första och andra etapp i Tour de France.